# قشلاق چتمه غلام
قشلاق چتمه غلام یک روستا در ایران است که در استان اردبیل واقع شده‌است. قشلاق چتمه غلام ۱۹ نفر جمعیت دارد.